# Wesly Dijs
Wesly Dijs (* 26. September 1995 in Soest) ist ein niederländischer Eisschnellläufer.

## Werdegang
Dijs startete international erstmals bei den Juniorenweltmeisterschaften 2015 in Warschau. Dort gewann er die Goldmedaille im Teamsprint. Sein Debüt im Weltcup hatte er im Februar 2019 in Hamar und errang dabei in der B-Gruppe den sechsten Platz über 1500 m. In der Saison 2020/21 erreichte er im Weltcup seine ersten Top-Zehn-Platzierungen und zum Saisonende den achten Platz im Gesamtweltcup über 1000 m und den fünften Rang im Gesamtweltcup über 1500 m. Beim Saisonhöhepunkt, den Einzelstreckenweltmeisterschaften 2021 in Heerenveen, wurde er Siebter über 1000 m.

## Persönliche Bestzeiten
- 500 m      35,63 s (aufgestellt am 24. Februar 2024 in Heerenveen)
- 1000 m    1:07,86 min (aufgestellt am 28. Dezember 2022 in Heerenveen)
- 1500 m    1:42,38 min (aufgestellt am 4. Dezember 2021 in Salt Lake City)
- 3000 m    3:49,18 min (aufgestellt am 5. Februar 2017 in Heerenveen)
- 5000 m    6:46,87 min (aufgestellt am 22. Januar 2016 in Heerenveen)
- 10.000 m   14:26,52 min (aufgestellt am 8. Januar 2017 in Groningen)

## Weltcupsiege

### Weltcupsiege im Einzel
| Nr. | Datum            | Ort                 | Disziplin |
| --- | ---------------- | ------------------- | --------- |
| 1.  | 9. Dezember 2022 | Calgary             | 1500 m    |
| 2.  | 19. Februar 2023 | Tomaszów Mazowiecki | 1000 m    |

### Weltcupsiege im Team
| Nr. | Datum             | Ort       | Disziplin       |
| --- | ----------------- | --------- | --------------- |
| 1.  | 12. November 2023 | Obihiro   | Mixed-Staffel 1 |
| 2.  | 2. Februar 2025   | Milwaukee | Mixed-Staffel 2 |